# 内马尼亚·拉多尼奇
内马尼亚·拉多尼奇（羅馬化：Nemanja Radonjić，1996年2月15日—），塞尔维亚男子足球运动员，场上位置是翼峰。現效力於塞尔维亚足球超级联赛球隊贝尔格莱德红星。塞爾維亞國家足球隊成員。他曾代表塞尔维亚国家队参加2018年国际足联世界杯，结果队伍止步小组赛阶段。